# The Chicago Plan Revisited

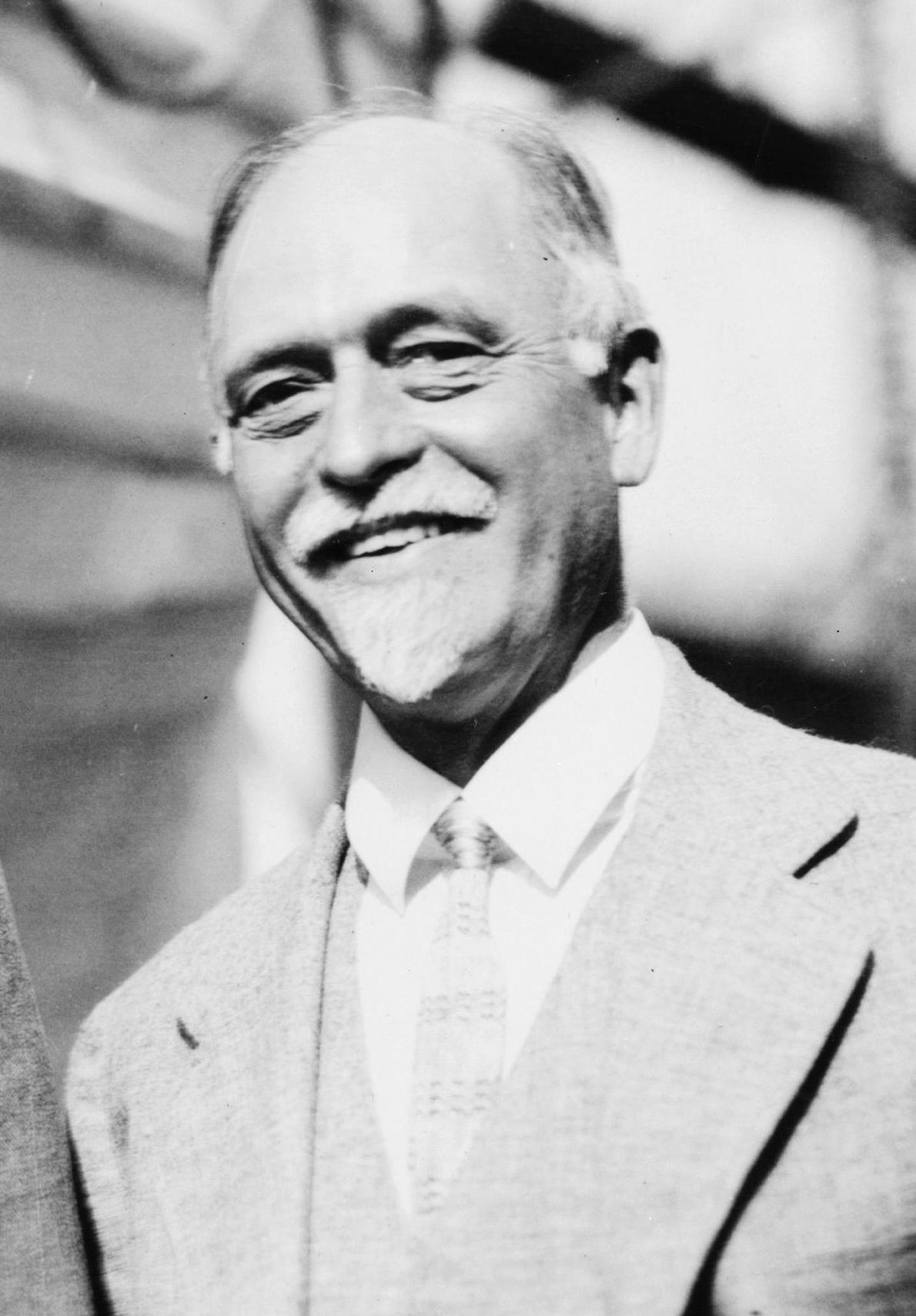
Irving Fisher, economista, que abogó por el Plan de Chicago.

The Chicago Plan Revisited es un texto científico del FMI desde 2012 por Jaromir Benes y Michael Kumhof que ha hecho famoso por su contenido radical. El estudie trata de el sistema bancario y cómo debe ser reformado. Los autores se han inspirado en "El Plan de Chicago", elaborado por varios economistas de renombre en la década de 1930. La parte más importante de la propuesta es que el banco central debe crear todo el dinero para la comunidad, no los bancos privados.